# Валь (Люксембург)
Валь (Люксембург) (люкс. Wal, фр. Wahl) — коммуна в Люксембурге, располагается в округе Дикирх. Коммуна Валь (Люксембург) является частью кантона Реданж. В коммуне находится одноимённый населённый пункт.
Население составляет 775 человек (на 2008 год), в коммуне располагаются 261 домашних хозяйств. Занимает площадь 19,74 км² (по занимаемой площади 58 место из 116 коммун). Наивысшая точка коммуны над уровнем моря составляет 544 м. (4 место из 116 коммун), наименьшая 305 м. (105 место из 116 коммун).

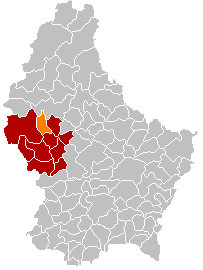
Оранжевый цвет - коммуна Валь (Люксембург), красный - кантон Реданж.